# Railport

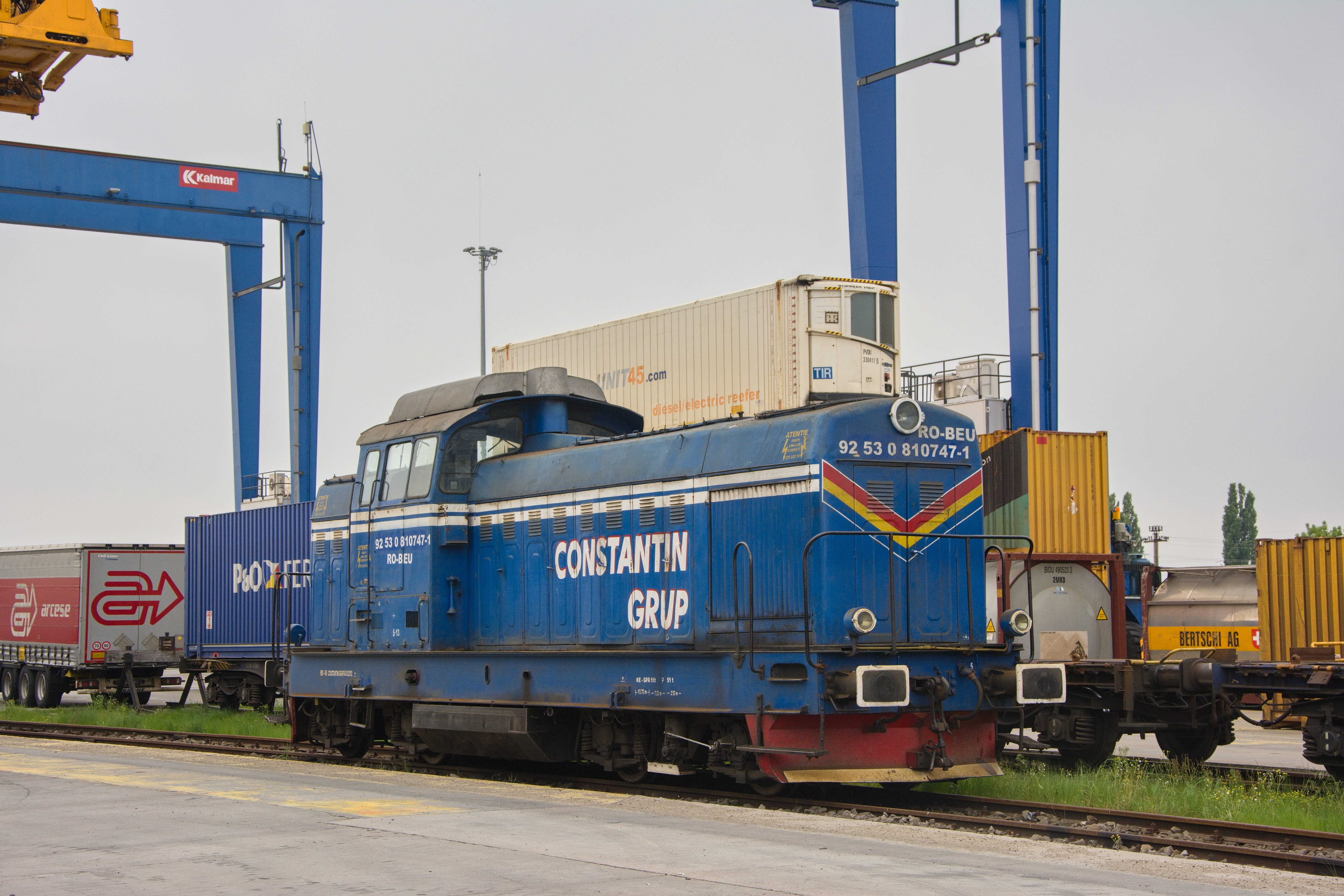
Railport Arad

Railport Arad este primul terminal pentru containere din România, care a fost inaugurat în septembrie 2009 și a fost realizat în urma unei investiții de aproximativ 11 milioane euro.
Este situat la Curtici, județul Arad, în apropierea frontierei cu Ungaria.
A fost realizat prin asocierea a trei companii - Trade Trans Log SRL din România, MAV Kombiterminal din Ungaria și Portul Koper din Slovenia.
Suprafața totală pe care este realizat proiectul este de 10,3 hectare, în prima etapă suprafața construită fiind de 5 hectare.
Railport dispune de două terminale, unul pentru containere și unul pentru mărfuri internaționale.
Mărfurile aduse în trenuri complete vor fi depozitate sau transbordate în camioane.
Importanța centrului logistic de la Curtici constă în reducerea semnificativă a duratei de transport pe parcursul românesc, care are ca efect prețuri competitive pe piața de transport feroviar.